# Усенко Олександр Васильович
Олександр Васильович Усенко (народився 11 лютого 1986 у м. Горький, СРСР) — білоруський хокеїст, нападник. Виступає за «Шахтар» (Солігорськ) в Білоруській Екстралізі. Майстер спорту. 
Вихованець хокейної школи «Торпедо» (м. Нижній Новгород). Виступав за «Капітан» (Ступіно), ХК «Вітебськ», ХК «Гомель».
У складі національної збірної Білорусі провів 5 матчів (1 гол, 1 передача).
Бронзовий призер чемпіонату Білорусі (2010).
Брат Іван Усенко.